# Jacqueline Lölling
Jacqueline Lölling (ur. 6 lutego 1995 w Siegen) – niemiecka skeletonistka, czterokrotna zdobywczyni miejsca na podium klasyfikacji generalnej Pucharu Świata, trzykrotna medalistka mistrzostw świata juniorów, złota medalistka igrzysk olimpijskich młodzieży w Innsbrucku, trzykrotna medalistka mistrzostw Europy, siedmiokrotna medalistka mistrzostw świata, srebrna medalistka igrzysk olimpijskich w Pjongczangu.

## Kariera
Pierwszy sukces w karierze osiągnęła w 2012 roku, kiedy podczas igrzysk olimpijskich młodzieży w Innsbrucku zdobyła złoty medal. Na rozgrywanych trzy lata później mistrzostwach świata w Winterbergu wywalczyła srebrny medal. W zawodach tych rozdzieliła na podium Elizabeth Yarnold z Wielkiej Brytanii oraz Kanadyjkę Elisabeth Vathje. W zawodach Pucharu Świata zadebiutowała 27 listopada 2015 roku w Altenbergu, zajmując trzecie miejsce. Uległa tam Brytyjce Laurze Deas i swej rodaczce Tinie Hermann. W klasyfikacji generalnej sezonu 2015/2016 zajęła ostatecznie drugie miejsce, przegrywając tylko z Hermann. W sezonie 2016/2017, 2017/2018 oraz 2019/2020 zdobyła kryształową kulę.
W 2018 roku została wicemistrzynią olimpijską w Pjongczangu.